# Beauvoisin (Gard)
Beauvoisin é uma comuna francesa na região administrativa de Occitânia, no departamento de Gard. Estende-se por uma área de 27,82 km². Em 2010 a comuna tinha 4 958 habitantes (densidade: 178,2 hab./km²).